# Заграва (телеканал)
«Заграва» — колишня українська телерадіокомпанія, яка мовила на Київ та Київську область з початку 1997 року до середини 2002.

## Історія
На початку 1997 року на 37 телеканалі почали виходити програми нової компанії ТРК «Заграва», якій дали ліцензію на мовлення разом з каналом «ЮТаР», що вже давно мовив тут. При цьому сам «ЮТаР» якийсь час давав в ефірі заставки, які інформували глядачів про те, що компанія змушена змінити сітку мовлення у зв'язку з рішенням Національної ради України з питань телебачення і радіомовлення, яка залишала за «ЮТаР» на 37 телечастоті 20 годин на добу, а чотири години, що залишилися — були виділені «Заграві».
Набір програм в ефірі ТРК «Заграва» був стандартним — фільми, мультфільми, серіали, відеокліпи, різні «телегазети», музичні передачі. Тут також виходила спеціальна інформаційна програма, присвячена новинам Шевченківського району столиці. Втім, знайти розклад передач ТРК «Заграва» було не дуже просто: більшість київських газет цей розклад не друкувала. На сторінці з програмою передач можна було знайти розклад програм телекомпанії «ЮТаР», а замість розкладу передач «Заграви» була лише вказівка, що з такого-то часу в ефірі програми ТРК «Заграва».
«Заграва» пропрацювала на 37 київському телеканалі до 20 червня 2002 року, потім не змогла продовжити ліцензію. Після цього вона якийсь час існувала як продакшн-студія, а потім змінила засновників і 31 березня 2004 року отримала ліцензію на супутникове мовлення під логотипом «Перший Діловий канал», яке було розпочато до 2005 року. З 30 травня до 19 листопада 2006 канал мав назву «ТВ-1». Від 20 листопада 2006 — «Перший Діловий».

## Час мовлення
Програми ТРК «Заграва» виходили на 37 телеканалі чотирма окремими блоками:
- Вранці: з 07:30 до 08:00
- Вдень: з 15:00 до 17:00
- Увечері: з 19:00 до 19:30
- Вночі: з 23:45 до 00:45

## Логотипи
| Логотип | Опис           |
| ------- | -------------- |
|         | Перший логотип |
|         | Другий логотип |
|         | Третій логотип |